# Есек'єль Муньйос
Есек'єль Муньйос (ісп. Ezequiel Muñoz, нар. 8 жовтня 1990, Пергаміно) — аргентинський футболіст, захисник клубу «Індепендьєнте».
Виступав, зокрема, за клуби «Бока Хуніорс», «Палермо» та «Дженоа», а також молодіжну збірну Аргентини.

## Клубна кар'єра
Народився 8 жовтня 1990 року в місті Пергаміно. Вихованець юнацьких команд футбольних клубів «Архентінос Хуніорс» та «Бока Хуніорс».
У дорослому футболі дебютував 2008 року виступами за команду клубу «Бока Хуніорс», в якій провів два сезони, взявши участь у 17 матчах чемпіонату. 
Своєю грою за цю команду привернув увагу представників тренерського штабу клубу «Палермо», до складу якого приєднався 2010 року. Відіграв за клуб зі столиці Сицилії наступні п'ять сезонів своєї ігрової кар'єри. Більшість часу, проведеного у складі «Палермо», був основним гравцем захисту команди.
Протягом 2015 року захищав кольори команди клубу «Сампдорія».
2015 року уклав контракт з клубом «Дженоа», у складі якого провів наступні два роки своєї кар'єри гравця. Граючи у складі «Дженоа» також здебільшого виходив на поле в основному складі команди.
До складу клубу «Леганес» приєднався 2017 року.

## Виступи за збірні
2007 року дебютував у складі юнацької збірної Аргентини.
2009 року залучався до складу молодіжної збірної Аргентини.

## Статистика виступів

### Статистика клубних виступів
Станом на 24 серпня 2018
| Клуб              | Сезон             | Ліга              | Ліга | Ліга  | Кубок | Кубок | Континентальні | Континентальні | Усього | Усього |
| Клуб              | Сезон             | Дивізіон          | Ігор | Голів | Ігор  | Голів | Ігор           | Голів          | Ігор   | Голів  |
| ----------------- | ----------------- | ----------------- | ---- | ----- | ----- | ----- | -------------- | -------------- | ------ | ------ |
| «Бока Хуніорс»    | 2008–09           | Прімера Дивізіон  | 2    | 0     | 0     | 0     | 5              | 0              | 7      | 0      |
| «Бока Хуніорс»    | 2009–10           | Прімера Дивізіон  | 15   | 0     | 0     | 0     | 1              | 0              | 16     | 0      |
| «Бока Хуніорс»    | Усього            | Усього            | 17   | 0     | 0     | 0     | 6              | 0              | 23     | 0      |
| «Палермо»         | 2010–11           | Серія A           | 34   | 0     | 4     | 1     | 4              | 1              | 42     | 2      |
| «Палермо»         | 2011–12           | Серія A           | 19   | 1     | 0     | 0     | 2              | 0              | 21     | 1      |
| «Палермо»         | 2012–13           | Серія A           | 32   | 0     | 0     | 0     | 0              | 0              | 32     | 0      |
| «Палермо»         | 2013–14           | Серія B           | 33   | 3     | 0     | 0     | 0              | 0              | 33     | 3      |
| «Палермо»         | 2014–15           | Серія A           | 13   | 1     | 1     | 0     | 0              | 0              | 14     | 1      |
| «Палермо»         | Усього            | Усього            | 131  | 5     | 5     | 1     | 6              | 1              | 142    | 7      |
| «Сампдорія»       | 2014–15           | Серія A           | 4    | 0     | 0     | 0     | 0              | 0              | 4      | 0      |
| «Сампдорія»       | Усього            | Усього            | 4    | 0     | 0     | 0     | 0              | 0              | 4      | 0      |
| «Дженоа»          | 2015–16           | Серія A           | 18   | 0     | 0     | 0     | 0              | 0              | 18     | 0      |
| «Дженоа»          | 2016–17           | Серія A           | 31   | 0     | 1     | 0     | 0              | 0              | 32     | 0      |
| «Дженоа»          | Усього            | Усього            | 49   | 0     | 1     | 0     | 0              | 0              | 50     | 0      |
| «Леганес»         | 2017–18           | Ла-Ліга           | 19   | 0     | 2     | 0     | 0              | 0              | 21     | 0      |
| «Леганес»         | 2018–19           | Ла-Ліга           | 2    | 0     | 0     | 0     | 0              | 0              | 2      | 0      |
| «Леганес»         | Усього            | Усього            | 21   | 0     | 2     | 0     | 0              | 0              | 23     | 0      |
| Усього за кар'єру | Усього за кар'єру | Усього за кар'єру | 222  | 5     | 8     | 1     | 12             | 1              | 242    | 7      |

## Досягнення
- Чемпіон Аргентини: 2008/2009А
- Переможець Рекопи Південної Америки: 2008
- Володар Кубка Аргентини: 2023